# Quilovoltampere
Kilovoltampere (kVA) é uma unidade de medida correspondente a 103 voltamperes, 1 kVA = 1 000 VA. 
VA significa volt-ampère, o VA é o que chamamos de potência aparente, ela é o resultado de uma soma fasorial (vetorial) da potência ativa em watts (W) e da potência reativa (var). O watt é a potência que gera trabalho útil, e o var é a potência de magnetização ou de capacitância de um dado equipamento. Esta potência não gera trabalho útil para o consumo final, e pode ser corrigida.
Resumindo, o var e o watts são os catetos e o VA será a hipotenusa. Pode usar a fórmula VA² = W² + var². Nos equipamentos em geral, temos os dados do fator de potência (FP), que nada mais é do que o cosseno do ângulo entre a potência ativa e a potência aparente. Se você tiver o fator de potência deste seu equipamento, basta multiplicá-lo por sua potência aparente VA . FP = W.
Exemplo
Suponhamos que um equipamento de 2 kVA tenha um fator de potência de 0,85.
Teremos:
2000 VA . 0,85 = 1700W ou 1,7 kW.